# خورخي غارسيا (متزحلق جبال الألب)
خورخي غارسيا (بالإسبانية: Jorge García)‏ هو متزحلق جبال الألب إسباني، ولد في 2 مايو 1956.

## وصلات خارجية
- خورخي غارسيا على موقع أوليمبيديا (الإنجليزية)